# La Marcha de los Reyes Magos

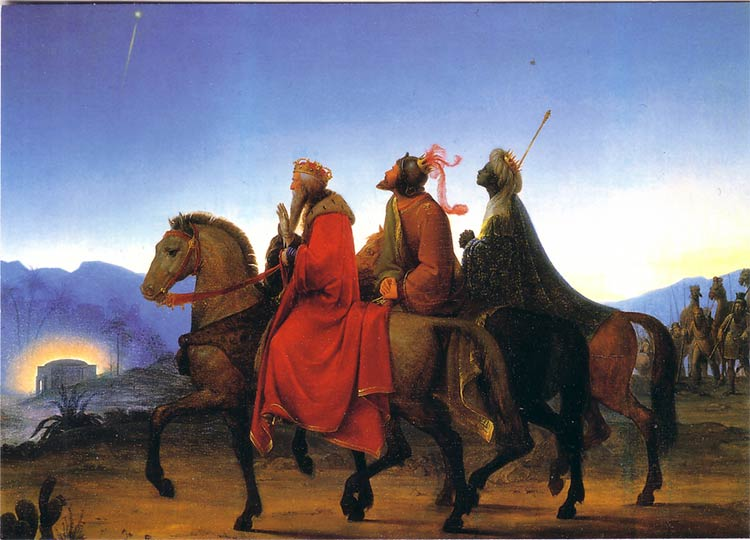
Leopold Kupelwieser, El viaje de los tres Reyes, 1825, Diócesis de Rouen

La Marcha de los Reyes o La Marcha de los Reyes Magos o, en provenzal, La Marcho di Rèi  es un popular villancico navideño de origen provenzal que celebra la Epifanía y los Reyes Magos. Su recuperación por Georges Bizet para su suite de la Arlésienne ha popularizado el tema.

## Historia

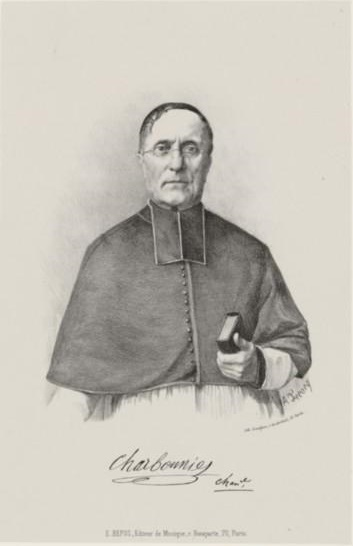
Chanoine Étienne-Paul Charbonnier, litografía, 1870, BNF

Las palabras están atribuidas a Joseph-François Domergue (1691-1729), cura decano de Aramon, en Gard, de 1724 a 1728, cuyo nombre aparece sobre la primera copia manuscrita datada de 1742 y conservada en la biblioteca de Aviñón. 
El texto fue publicado por primera vez en la Selección de cantiques espirituales provençaux y françois publicado en 1749. En lo sucesivo, la obra ha sido retomada en las diferentes ediciones de la selección de Villancicos provenzales del poeta y compositor del siglo XVII Nicolas Saboly al cual ha sido a menudo - y erróneamente - atribuida.
El origen preciso del aire es desconocido pero parece remontarse al siglo XVII, aunque un origen medieval es evocado a veces : una tradición de Aviñón le hace efectivamente remontarse al Rey René. Siguiendo el documento de 1742, la canción retoma el aire de la Marcha de Turenne, marcha militar en honor de las victorias del Maréchal de Turenne, que ciertos autores han querido atribuir a Lully, aunque ningún documento pueda corroborar esta hipótesis. Esta mención respeta el uso establecido de los autores de villancicos que consiste en colocar sus textos sobre canciones francesas « conocidas » difundidas por la imprenta.
Según las investigaciones llevadas por el erudito Stéphen d'Arve al finalizar el siglo XIX, la única partitura conocida es la de Étienne-Paul Charbonnier, organista en la catedral de Aix-en-Provence que - la tenía tal vez de la cadena de sus predecesores - lo había reconstruido de memoria modificando su orquestación en proporción a la introducción de nuevos instrumentos. Henri Maréchal, un inspector de los Conservatorios de Francia que investigó a instancias de Frédéric Mistral opinaba, por su parte, que « La Marcha dei Rèis » había sido compuesta por el mismo abad Domergue.

## Celebración de la Epifanía

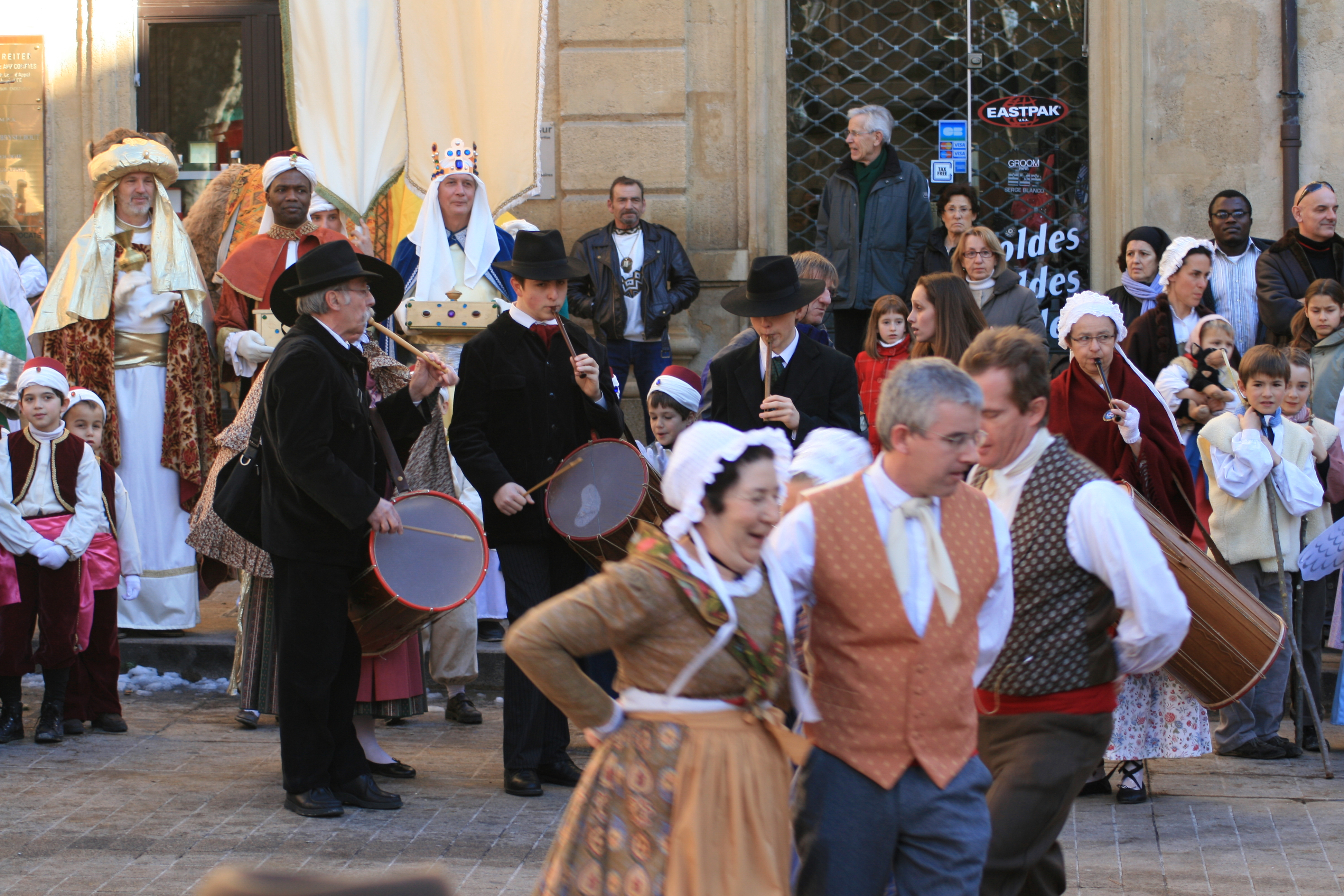
Procesión de los reyes mageo en Aix, 2009

Cada año, la fiesta de la Epifanía da lugar, en ciertas ciudades y pueblos de Provenza, a desfiles populares - las Marchas de los Reyes - donde los ciudadanos suntuosamente disfrazados en Reyes Magos avanzan hacia la iglesia local al sonido de la Marcha y de otras músicas tradicionales, acompañados de los habitantes vestidos con los trajes regionales. Particularmente en Aix-en-Provence, desde el comienzo del siglo XIX, una ceremonia popular fastuosa celebra esta venida de los Magos: un cortejo tradicional de personajes vestidos con trajes provenzles - pastores, caballeros, tamborileros, oficios...  - acompañan a los Magos y sus camellos hacia la catedral de San Salvador donde el organista, acompañado de los tamborileros ejecuta el aire de la Marcha de los Reyes a la llegada del cortejo, que pasa del pianissimo al fortissimo para evocar la proximidad de la procesión. Entonces se enciende una gran estrella sobre el altar principal, simbolizando la estrella que ha guiado los Magos hasta Belén. La ceremonia se termina mientras que el aire se interpreta  descrescendo mientras que los Reyes se van.

## Recuperaciones y adaptaciones

Félix-Henri Giacomotti, Georges Bizet, n. d., museo Carnavalet

La Marcha de los Reyes es uno de los temas de la obertura de la Arlésienne (1872), música incidental compuesta por Georges Bizet para un drama de tema provenzal de Alphonse Daudet. Según el musicólogo Joseph Clamon, Bizet pudo encontrar la melodía de esta marcha en un libro publicado en 1864> Después del fracaso del drama, Bizet sacó de la música incidental una suite para orquesta (Suite n.º 1) que obtuvo un éxito inmediato. En 1879, cuatro años después de la muerte del compositor, su amigo Ernest Guiraud sacó una segunda suite (Suite n.º 2) en la cual la Marcha de los Reyes está versionada en forma de canon en la última parte de la obra modificada. Ciertos pasajes se encuentran igualmente en la opereta Gillette de Narbonne de Edmond Audran, creada en 1882.
La letra de la canción « Me sieu de Turenne », que puede cantarse sobre el aire de la Marcha de los Reyes, se debe a Léon Durocher (1862-1918).
La Marcha de los Reyes ha llegado a ser una canción tradicional de Francia y uno de los villancicos navideños más corrientes en el repertorio de las corales francófonas. Ha conocido varias versiones de intérpretes tales como Tino Rossi, Los Cuatro Barbus, Marie Michèle Desrosiers o incluso, en inglés, Robert Merrill. La pieza ha sido adaptada a múltiples versiones, sobre todo por el organista Pierre Cochereau a través de una toccata improvisada en 1973 para la Suite a la Francesa sobre los temas populares.

## Aire y partitura
Tema retomado en la obertura de la Arlésienne de Bizet:

## Letra
Existen diferentes versiones y variantes tanto en lengua provenzal como en francés. Aquí citamos una francesa con su traducción al español(1894). La letra del poema original del canónigo Domergue deja constancia de un viajero que observa un convoy fastuoso que acompaña a tres Reyes rodeados de guardias que protegen su oro, sin que los tradicionales incienso y mirra estén citados. Todos siguen la estrella, los Reyes alaban a Dios con tan bellas voces que el viajero que los acompaña en su periplo desemboca ante el Niño Jesús. 
| Francés | Español |
| --- | --- |
| Ce matin, J'ai vu dans le lointain, Frémir au vent des banderoles claires Ce matin, J'ai vu dans le lointain Venir des gens vêtus de frais satin. Sur leurs habits, Perles et rubis Partout de l'or aux harnais des dromadaires Sur leurs habits, Perles et rubis, Turbans de soie et casques bien fourbis ! Trois grands rois Modestes tous les trois Brillant chacun comme un soleil splendide Trois grands rois Modestes tous les trois Étincelaient sur leurs blancs palefrois. Le plus savant Chevauchait devant Mais chaque nuit, une étoile d'or les guide Le plus savant Chevauchait devant J'ai vu flotter sa longue barbe au vent. M'approchant Je pus entendre un chant Que seul chantait un page à la voix franche M'approchant Je pus entendre un chant Ah ! qu'il était gracieux et touchant ! Où vont les trois Magnifiques rois ? Voir un enfant qui naîtra dans une crèche, Où vont les trois Magnifiques rois ? Fêter celui qui doit mourir en croix. | Esta Mañana Vi a lo lejos, Ondear las banderas luminosas por el viento Esta mañana, Vi en la distancia Personas que vienen vestidas de vivo satén. En su ropa, Perlas y rubíes Por doquier oro en las monturas de los camellos En su ropa, Perlas y rubíes, Turbantes de seda y cascos bien bruñidos! Tres grandes reyes Modestos los tres Todo el mundo brillante como un sol espléndido Tres grandes reyes Modestos los tres Relucientes en sus palafrenes blancos. Los más sabios montaban delante Por las noches, les guiaba una estrella Los más eruditos montaban delante Vi su largas barbas flotando en el viento. Me acerqué Pude escuchar un canto Sólo cantaba un paje con voz clara Me acerqué Pude escuchar un canto Ah! era gracioso y conmovedor! ¿A dónde van los tres magníficos Reyes? A ver a un niño nacido en un pesebre, ¿A dónde van los tres magníficos Reyes? A celebrar que debe morir en la cruz. |

-